# 瑟乔沃
瑟乔沃（羅馬化：Sychyovo）是俄罗斯莫斯科州的市级镇，属州辖市沃洛科拉姆斯克市（城市区），地处莫斯科州西部，在区行政中心沃洛科拉姆斯克东南、州府莫斯科西北方，北距M9公路约4公里。奥卡河流域内一小河格里亚达河（Гряда）流经该地。
该地2021年人口有2,714人；2010年人口3,105；2002年人口3,195；1989年人口3,007。